# 還元算
還元算（かんげんざん）とは、算数の文章題において、基にする量を、それに数を掛ける・足す・引くを混合した値から逆算により求めることである。これは数学における1元1次方程式そのものである。

## 例題
Aはカードを何枚か持っていたが、その2/3を友達にあげ、その後15枚もらった。さらにその倍になるよう買い足すと50枚となった。Aは初めカードを何枚持っていたか。

### 解答例
「倍になるよう買い足す」と50枚になったということは、買い足す前の枚数は
50÷2=25
これは15枚もらった後の枚数なので、その前の枚数は
25-15=10
2/3あげたらこの枚数なので、これは
1 − 2/3 = 1/3
の割合に当たる。
よって、初めの枚数は
10×3 = 30
と分かる。
■答え■　30枚

### 1次方程式による表現
還元算では、求めたい量を定数倍、和・差しかしていないので、1元1次方程式そのものである。上記の例では、求めたい初めの枚数をxとすると
2(x − 2/3x +15) = 50
となり、これを解くと x = 30 が得られる。